# Адамсвил (Пенсилванија)
Адамсвил (енгл. Adamsville) насељено је место без административног статуса у америчкој савезној држави Пенсилванија.

## Демографија
По попису из 2010. године број становника је 67, што је 50 (-42,7%) становника мање него 2000. године.
| Група             | 2000.        | 2010.      |
| Белци             | 117 (100,0%) | 61 (91,0%) |
| Афроамериканци    | 0 (0,0%)     | 6 (9,0%)   |
| Азијати           | 0 (0,0%)     | 0 (0,0%)   |
| Хиспаноамериканци | 0 (0,0%)     | 0 (0,0%)   |
| Укупно            | 117          | 67         |